# Dardan Sejdiu
Dardan Sejdiu (ur. 13 sierpnia 1979 w Prisztinie) – kosowski ekonomista i politolog, członek Samookreślenia, następnie deputowany do Zgromadzenia Kosowa z ramienia Socjaldemokratycznej Partii Kosowa, były wiceburmistrz Prisztiny.

## Życiorys
Ukończył studia z zakresu administracji biznesowej i politologii na znajdującym się w Błagojewgradzie Uniwersytecie Amerykańskim w Bułgarii, następnie uzyskał tytuł magistra w Szkole Zarządzania w Bledzie.
Pracował w ProCredit Bank, następnie pełnił funkcję dyrektora spółki NEST Kosovo, należącej do przedsiębiorstwa SHM Productions Ltd oraz wykładał przedsiębiorczość na prisztińskim Uniwersytecie AAB. Był również prezesem Słoweńsko-Kosowskiego Funduszu Emerytalnego (alb. Slloveno-Kosovar të Pensioneve).
Należał do prezydium partii Samookreślenie, następnie był szefem sztabu wyborczego byłego burmistrza Prisztiny Shpenda Ahmetiego.
W latach 2017–2019 zasiadał w Zgromadzeniu Kosowa jako reprezentant Socjaldemokratycznej Partii Kosowa.

## Życie prywatne
Mieszka w Prisztinie.